# Phrynopus pesantesi
Espèce
Statut de conservation UICN

 DD  : Données insuffisantes
Phrynopus pesantesi est une espèce d'amphibiens de la famille des Craugastoridae. 

## Répartition
Cette espèce est endémique de la province de Pasco dans la région de Pasco au Pérou. Elle se rencontre dans le district de Huachón entre 4 280 et 4 390 m d'altitude.

## Étymologie
Cette espèce est nommée en l'honneur d'Omar Pesantes.

## Publication originale
- Lehr, Lundberg & Aguilar, 2005 : Three new species of Phrynopus from central Peru (Amphibia: Anura: Leptodactylidae). Copeia, vol. 2005, no 3, p. 479-491.